# 良邑镇
良邑镇，原为良邑乡，是中华人民共和国甘肃省平凉市庄浪县下辖的一个乡镇级行政单位。2018年3月撤乡设镇。区划代码改为620825111。

## 行政区划
良邑镇下辖以下地区：
良邑村、滴水崖村、李咀村、黑龙沟村、陈峡村、陈家山村、苏苗塬村、何川村、郭魏村、陈岔村、杨李村、大坪村和杨王村。